# Dziwny jest ten świat (cykl reportaży)
Dziwny jest ten świat – cykl reportaży autorstwa dziennikarza Waldemara Milewicza produkowany przez Telewizyjną Agencję Informacyjną dla Programu 1 TVP S.A. w latach 2000–2004. Ogółem wyprodukowano czterdzieści trzy reportaże.

## Lista odcinków
| Tytuł                                       | Tematyka                                                                                         | Kraj                         | Rok              |
| ------------------------------------------- | ------------------------------------------------------------------------------------------------ | ---------------------------- | ---------------- |
| Czeczenia                                   | II wojna czeczeńska                                                                              | Czeczenia                    | Marzec 2000      |
| Syberyjska opowieść                         |                                                                                                  | Workuta, Rosja               | Kwiecień 2000    |
| Róg biedy                                   | Katastrofa humanitarna w Etiopii                                                                 | Etiopia                      | Maj 2000         |
| Łzy jak krople deszczu                      | Sytuacja po wojnie domowej w Kosowie                                                             | Kosowo                       | Czerwiec 2000    |
| Poligon                                     | Skutki zdrowotne wśród mieszkańców Kazachstanu zamieszkujących obszar dawnego poligonu atomowego | Semipałatyńsk, Kazachstan    | Sierpień 2000    |
| Zaraza. Zapis śmierci                       | Epidemia AIDS w Zambii                                                                           | Zambia                       | Wrzesień 2000    |
| Dzieci jednego Boga                         | Konflikt izraelsko-palestyński                                                                   | Izrael                       | Październik 2000 |
| Prezydent                                   | Wybór na prezydenta Białorusi Alaksandra Łukaszenki                                              | Białoruś                     | Listopad 2000    |
| Kabaret                                     | Moulin Rouge                                                                                     | Francja                      | Grudzień 2000    |
| Po apokalipsie                              | Historia Wietnamu od lat 60. XX wieku                                                            | Wietnam                      | Styczeń 2001     |
| Koniec                                      | Trzęsienie ziemi w Gujarat                                                                       | Indie                        | Luty 2001        |
| Legio Patria Nostra                         | Legia cudzoziemska                                                                               | Francja                      | Marzec 2001      |
| Terminator                                  | Historia Jugosławii                                                                              | Jugosławia                   | Kwiecień 2001    |
| Dzień Zwycięstwa, Czyli Twoje Zdrowie Misza | Sytuacja Ukrainy po 10 latach od uzyskania niepodległości                                        | Ukraina                      | Maj 2001         |
| Zagubieni                                   |                                                                                                  | Syberia, Rosja               | Czerwiec 2001    |
| Eutanazja: Dzwon bije tobie                 |                                                                                                  |                              | Wrzesień 2001    |
| Wydanie specjalne                           | Zamach z 11 września 2001 roku                                                                   | Nowy Jork                    | Wrzesień 2001    |
| Innowiercy                                  |                                                                                                  | Pakistan                     | Październik 2001 |
| Dzisiaj w Betlejem                          |                                                                                                  | Betlejem, Palestyna / Izrael | Listopad 2001    |
| Świat według Talibów                        |                                                                                                  | Afganistan                   | Grudzień 2001    |
| Już tylko tango                             |                                                                                                  | Argentyna                    | Styczeń 2002     |
| Wulkan                                      |                                                                                                  | Kongo                        | Marzec 2002      |
| Będzie piękny, słoneczny dzień...           |                                                                                                  | Bliski Wschód                | Kwiecień 2002    |
| Urodziny                                    |                                                                                                  | Irak                         | Maj 2002         |
| Wierszyna                                   |                                                                                                  | Syberia, Rosja               | Czerwiec 2002    |
| Nieproszeni                                 | Sytuacja społeczności arabskiej po zamachach z 11 września 2001 roku                             | Stany Zjednoczone            | Wrzesień 2002    |
| Spowiedź terrorysty                         | Terroryzm palestyński                                                                            | Bliski Wschód                | Październik 2002 |
| Nord Ost                                    | Atak na moskiewski teatr na Dubrowce                                                             | Moskwa, Rosja                | Listopad 2002    |
| Wszyscy ludzie Saddama                      |                                                                                                  | Jordania                     | Grudzień 2002    |
| Kurdystan                                   |                                                                                                  | Kurdystan                    | Styczeń 2003     |
| Wszyscy do schronu                          | Konflikt izraelsko-palestyński                                                                   | Izrael                       | Luty 2003        |
| Wydanie specjalne                           |                                                                                                  |                              | Marzec 2003      |
| Wojenny pamiętnik część I i II              |                                                                                                  | Irak                         | Kwiecień 2003    |
| Rok później                                 | Rok po obaleniu Sadama Husajna                                                                   | Irak                         | Maj 2003         |
| Już nie żywi, jeszcze nie martwi            |                                                                                                  | Czeczenia                    | Wrzesień 2003    |
| Wojna zapomniana                            | Sytuacja w Afganistanie po inwazji Stanów Zjednoczonych i Wielkiej Brytanii w 2001 roku          | Afganistan                   | Październik 2003 |
| Mur zwany płotem                            |                                                                                                  | Bliski Wschód                | Listopad 2003    |
| Stalin i 7 dolarów od śmierci               |                                                                                                  | Gruzja                       | Grudzień 2003    |
| Bam - miasto śmierci                        |                                                                                                  | Iran                         | Styczeń 2004     |
| Pół kilometra wolności                      | Konflikt kosowsko-serbski                                                                        | Kosowo                       | Luty 2004        |
| Bunt nędzarzy                               | Protesty na Haiti w 2004 roku                                                                    | Haiti                        | Marzec 2004      |
| Masakra                                     | Zamachy w Madrycie w 2004 roku                                                                   | Hiszpania                    | Marzec 2004      |
| Irak                                        |                                                                                                  | Irak                         | Maj 2004         |